# Halfdan Schjøtt
Halfdan Schjøtt (ur. 26 grudnia 1893 w Bergen, zm. 14 lutego 1974 tamże) – norweski żeglarz, olimpijczyk, zdobywca złotego medalu w regatach na Letnich Igrzyskach Olimpijskich w 1920 roku w Antwerpii.
Na Letnich Igrzyskach Olimpijskich 1920 zdobył złoto w żeglarskiej klasie 10 metrów (formuła 1919). Załogę jachtu Mosk II tworzyli również Charles Arentz, Willy Gilbert, Robert Giertsen, Arne Sejersted, Trygve Schjøtt (jego kuzyn) i Otto Falkenberg.